# Phaneracra uvarovi
Phaneracra uvarovi är en insektsart som beskrevs av David R. Ragge 1970. Phaneracra uvarovi ingår i släktet Phaneracra och familjen vårtbitare. Inga underarter finns listade i Catalogue of Life.